# Ist (Białoruś)
Ist (biał. Іст; ros. Ист) – wieś na Białorusi, w obwodzie witebskim, w rejonie miorskim, w sielsowiecie Jazno.

## Historia
W 1660 Jan Kazimierz, po śmierci Wojciecha Ważyńskiego, nadaje dobra Ist podkomorzemu połockiemu Janowi Korsakowi. W czasach zaborów w gminie Jazno, w powiecie dzisieńskim, w guberni wileńskiej Imperium Rosyjskiego. Byłe dziedzictwo Hołuba i Szkulteckiego.
W latach 1921–1945 folwarki Ist I, Ist II, Ist III i Ist IV leżały w Polsce, w województwie wileńskim, w powiecie dziśnieńskim, w gminie Jazno.
Powszechny Spis Ludności z 1921 roku podał łączne dane czterech miejscowości. Zamieszkiwało tu 87 osób, 26 były wyznania rzymskokatolickiego a 61 prawosławnego. Jednocześnie 76 mieszkańców zadeklarowało polską a 11 białoruską przynależność narodową. Było tu 7 budynków mieszkalnych. W 1931 Ist I  liczył 2 domy i 28 mieszkańców, Ist II  – 2 domy, 17 mieszkańców, Ist III  – 1 dom, 11 mieszkańców, Ist IV  – 2 domy, 14 mieszkańców.
Wierni należeli do parafii rzymskokatolickiej w Jaźnie i prawosławnej w Ćwiecinie. Miejscowość podlegała pod Sąd Grodzki w Dziśnie i Okręgowy w Wilnie; właściwy urząd pocztowy mieścił się w Jaźnie.
W wyniku napaści ZSRR na Polskę we wrześniu 1939 miejscowość znalazła się pod okupacją sowiecką. 2 listopada została włączona do Białoruskiej SRR. Od czerwca 1941 roku pod okupacją niemiecką. W 1944 miejscowość została ponownie zajęta przez wojska sowieckie i włączona do obwodu witebskiego Białoruskiej SRR.
Do 1960 miejscowość w granicach sielsowietu Malinówka.
Od 1991 w składzie niepodległej Białorusi.